# Râul Cumpănița, Argeș
Râul Cumpănița este unul din cele două brațe care formează Cumpăna. 